# 傑森·查菲茨
傑森·查菲茨（英語：Jason Chaffetz；1967年3月26日—）是美国共和黨籍的政治人物。自2008年開始，他是猶他州第3選舉區選出的美國眾議院議員。查菲茨的父親是猶太人，他在大學期間曾是民主黨黨員，但後來改信摩門教並改參加共和黨。